# Li Xuanxu
Dans ce nom chinois, le nom de famille, Ji, précède le nom personnel.
Li Xuanxu (née le 5 février 1994 à Zhuzhou) est une nageuse chinoise spécialiste des épreuves de fond et demi-fond en nage libre et quatre nages.

## Biographie
Sous la pression de ses parents, notamment d'un père ancien footballeur, Li Xuanxu entame la natation à 8 ans. Malgré quelques réticences, elle progresse rapidement et est désignée meilleure nageuse chinoise de sa catégorie d'âge en 2004. Quelques années plus tard, elle révèle s'être entraînée chaque matin depuis l'âge de 9 ans et avoir nagé un 400 m quatre nages en 4 min 48 s 25 à seulement 12 ans.
En 2008, elle n'a que 14 ans lorsqu'elle est sélectionnée pour participer aux Jeux olympiques organisés à Pékin. Alignée sur 800 m nage libre et 400 m quatre nages, elle s'y qualifie à chaque fois en finale, terminant cinquième de la première épreuve, huitième de la seconde. L'année précédente, au mois de mai, elle avait bousculé la hiérarchie nationale en remportant le titre du 400 m quatre nages aux Championnats de Chine à seulement 13 ans ; la hiérarchie internationale également puisque le temps réalisé, 4 min 38 s 54, lui aurait permis de remporter la médaille d'argent aux récents Championnats du monde. Elle se montre également la plus rapide sur 200 m quatre nages, l'emportant en 2 min 14 s 90.
Elle améliore son record personnel du 400 m quatre nages quelques mois après lors des Jeux des Villes chinoises en 4 min 37 s 56, intégrant ainsi le cercle des vingt nageuses les plus rapides de l'histoire sur l'épreuve. La presse occidentale voit alors en elle un « bébé nageur », mettant en lumière son exceptionnelle précocité.
En 2010, elle apparaît pour la seconde fois sur la scène internationale en grand championnat lors des Championnats du monde en petit bassin organisés à Dubaï. Elle y remporte la médaille de bronze sur 400 m quatre nages derrière l'Espagnole Mireia Belmonte García et sa compatriote Ye Shiwen. L'année suivante, elle monte de nouveau sur la troisième marche d'une compétition planétaire, mais en grand bassin cette fois à Shanghai et sur 1 500 m nage libre. Elle concède alors près d'une dizaine de secondes sur la vainqueur, la Danoise Lotte Friis, et deux secondes et demie sur l'Américaine Kate Ziegler.
Elle remporte la médaille de bronze sur 400 m nage libre aux Jeux olympiques d'été de 2012.

## Palmarès

### Jeux olympiques
| Épreuve          | Édition              | Édition |
| Épreuve          | Londres 2012         |         |
| 400 m nage libre | Bronze 4 min 32 s 91 |         |

### Championnats du monde
| Épreuve            | Édition               | Édition |
| Épreuve            | Shanghai 2011         |         |
| 1 500 m nage libre | Bronze 15 min 58 s 02 |         |

| Épreuve            | Édition              | Édition |
| Épreuve            | Dubaï 2010           |         |
| 400 m nage libre   | 6e 4 min 2 s 38      |         |
| 800 m nage libre   | 10e 8 min 22 s 32    |         |
| 400 m quatre nages | Bronze 4 min 29 s 05 |         |